# عرفات، أخي (فلم)
عرفات، أخي هو فيلم وثائقي تسجيلي فلسطيني باللغتين الفرنسية والعربية من إخراج المخرج الفلسطيني رشيد مشهراوي، في عام 2005. ويصور الفيلم خلال تسعين دقيقة مقابلات مع الطبيب الفلسطيني فتحي عرفات وهو أخو الرئيس الفلسطيني الراحل ياسر عرفات، ويرصد حياتيهما في محاولة لإيجاد أجوبة حول مستقبل فلسطين.

## عن الفيلم
حاول مشهراوي مقابلة ياسر عرفات رئيس منظمة التحرير الفلسطينية لإيجاد أجوبة لأسئلته حول المصير الفلسطيني، لكنه لم يستطع دخول رام الله لأنه كان ممنوعاً من الوصول إليها، وفي الوقت ذاته لم يكن يُسمح فيه لعرفات من الخروج منها. فقرر مشهراوي مقابلة شقيق عرفات، وهو فتحي عرفات رئيس جمعية الهلال الأحمر الفلسطيني والذي كان يتعالج من السرطان في فرنسا ذلك الوقت. قابل رشيد فتحي لمدة عام في رحلة امتدت من القاهرة إلى باريس لإيجاد أجوبة لتساؤلاته، والتي يوثقها في فيلمه حول ما هو أمل الفلسطينيين للمستقبل؟ وإلى أين يتجه الفلسطينيون؟ كما ويصور الفيلم علاقة الأخوين عرفات ببعضهما البعض.